# Obot Denis Samuel
Denis Samuel Obot (Uyo, 1987. június 27. –) nigériai labdarúgó.

## Pályafutása
Samuel Obot Akwa Ibom állam Uyo nevű városában született és hazájában kezdte pályafutását a Pepsi Football Academy és az Akwa United csapataiban, ahol már 15 évesen a profi csapatban játszott. 2008-ban szerződött Magyarországra, az Erzsébeti MTK-hoz. A 2012-13-as szezonban a Békéscsaba Előre játékosa volt. Az NB II-ben 2008 és 2013 között 66 mérkőzésen 11 gólt szerzett, majd az angol ötödosztályú Oxford Cityhez szerződött. A 2014–2015-ös szezon első felében a megye I-es Érdi VSE-ben 15 meccsen 18 gólt szerzett. 2015 nyarán visszatért Magyarországra és a másodosztályú Vác játékosa lett, itt 13 bajnokin egy gólt szerzett. 2016 januárjában a Szeged 2011 csapatához igazolt a másodosztályba.

## Magánélete
2008 óta él Magyarországon, magyar felesége révén az állampolgárságot is megkapta. Visszavonulását követően lelkipásztornak készül.